# Giacomo Lumbroso
Giacomo Lumbroso (Il Bardo, 8 ottobre 1844 – Santa Margherita Ligure, 2 aprile 1925) è stato un archeologo, storico, glottologo, papirologo e grecista italiano.

## Biografia
Nato al Bardo, una città nei pressi di Tunisi, dopo gli studi al Collège de France con Gaston Boissier e a Torino con il Flechia, si recò in Germania all'Università di Berlino dove a vent'anni divenne il «prediletto» di Mommsen che lo propose socio all'Accademia delle scienze prussiana. Tornò in Piemonte nel 1865 e l'anno dopo ebbe la prima affermazione accademica con il lavoro "Recherches sur l'économie politique de l'Egypte sous les Lagides", premiato dall'Académie des inscriptions et belles-lettres di Parigi in un corcorso sul tema "Economie politique de l'Egypte au temps des Lagides". A 25 anni su proposta di Carlo Promis entrò nella Accademia delle Scienze di Torino; nel 1878 Quintino Sella lo propose all'Accademia dei Lincei. L'università di Dublino lo nominò dottore Honoris Causa. Nel 1882 successe ad Adolf Holm nella cattedra di Storia Antica all'Università di Palermo, poi al Ranalli in quella di Pisa, finalmente nel 1887 al Bonghi nella cattedra di Storia Moderna all'Università di Roma. Dal 1893 «abbandona» come scrive il Maroi «la toga universitaria e veste il saio dello scienziato».
L'incredibile sua erudizione, la varietà della sua cultura lo spinsero ad occuparsi oltre il suo campo (antichità ellenistica, papirologia, epigrafia) anche di diritto romano, di storia antica e moderna, di storia delle religioni, di arte, scienze, letteratura e finalmente di etnografia e folklore. Collaborò per il folklore con il Pitrè al quale era legato da profonda amicizia.

## Opere
La sua bibliografia si compone di circa 200 opere di diversa mole, di cui quasi una ventina inedite.

### Di epigrafia e papirologia
- Testi e commenti concernenti l'antica Alessandria: glossario Lumbroso (10 voll.), pubblicati per cura di Evaristo Breccia et al. Milano, Vita e pensiero, 1934.
- Descrittori italiani dell'Egitto e di Alessandria: memoria. Roma, coi tipi del Salviucci, 1879.
- L'Egitto dei greci e dei Romani. Roma, Ermanno Loescher e C. Edit. (Tip. Della R. Accademia Dei Lincei), 1895.
- Progressi della egittologia Greco-romana negli ultimi venticinque anni. Roma, Tip. Forzani e C., 1893.

### Altre
- Comenti sulla storia dei genovesi avanti il 1100. Torino, Stamperia Reale Fratelli Bocca, 1872.
- Usi, costumi e dialetti sardi, Estratto da Archivio per le tradizioni popolari, vol. 5: pp. 18–31, 1885.
- Roma e lo stato romano dopo il 1789: da una inedita autobiografia. Roma, Tip. della Accademia dei Lincei, 1892.
- Expositio totius mundi et gentium: Studio di Giacomo Lumbroso. Roma, Tip. Della R. Accademia Dei Lincei di V. Salviucci, 1903.